# Augustin Jean-Baptiste Jacobé de Trigny
Augustin Jean Baptiste Jacobé de Trigny, né le 14 décembre 1751 à Vitry-le-François (Marne), mort le 12 novembre 1814 à Vitry-le-François (Marne), est un général français de la Révolution et de l’Empire.

## États de service
Il entre en service le 23 avril 1769, comme sous-lieutenant au régiment de Dauphiné et il fait la campagne de 1770 et 1771 en Corse sous les ordres du colonel Narbonne et du général Marbeuf . Il est nommé lieutenant le 5 mai 1772 et il quitte le service le 5 mai 1776 à cause d’un passe-droit qu’il éprouve dans son avancement.
Le 4 septembre 1791, il est élu lieutenant-colonel en second du 3e bataillon de volontaires de la Marne et c’est en cette qualité qu’il fait la campagne de 1792 à l’armée du Nord. Il se distingue le 3 novembre 1792, lorsqu’à la tête de son bataillon, il repousse plusieurs fois l’ennemi et protège la retraite de l’armée Grandpré sur Saint-Martin-la-Planchette, ce qui lui vaut le grade d’adjudant-général chef de bataillon donné par le général Dumouriez le 18 novembre suivant.
Il participe à la bataille de Neerwinden le 18 mars 1793 et aux combats des 19, 20, 21 et 22. Il a deux chevaux tués sous lui et il sauve l’état-major général et les administrations de l’armée qui se trouvent à Louvain en les prévenant du mouvement de retrait de la division. 
Il est nommé adjudant-général chef de brigade le 15 mai 1793 et il est envoyé à Metz par le général en chef Houchard pour ramener en Poste l’armée de la Moselle, qui arrive à temps pour participer à la bataille de Hondschoote le 8 septembre 1793, et au déblocus de Dunkerque les 8 et 9 septembre suivants. Le 20 septembre 1793, il est suspendu de ses fonctions et emprisonné comme noble. Il est relevé de sa suspension le 12 mai 1794, mais il n’est pas réintégré dans son grade.
Il est remis en activité et promu général de brigade le 13 juin 1795, par un arrêté du Comité de salut public. Il est envoyé à l’armée du nord sous les ordres de Moreau, avec lequel il fait les campagnes de l’an III et de l’an IV. Il passe en l’an V, à l’armée de Sambre-et-Meuse comme chef d’état-major général de l’armée. 
En l’an VI, il est employé à l’armée de Mayence, puis il sert en Allemagne et en Batavie de l’an VII à l’an IX. Chargé du commandement du pays de Berg et de la démolition des fortifications de Düsseldorf il est accusé ainsi que plusieurs autres officiers généraux et supérieurs d’avoir eu avec des agents d’intrigue des rapports de plaisir et d’intérêt, il est mis en congé de réforme par arrêté des consuls le 29 septembre 1800.
Ayant fait reconnaître son innocence, il est rappelé à l’activité le 14 janvier 1801, à la 26e division militaire. Le 16 septembre 1801, il passe à l’état-major de la 3e division militaire et le 28 octobre 1803, il prend le commandement du département de la Roer. 
Il est fait chevalier de la Légion d’honneur le 11 décembre 1803 et commandeur de l’ordre le 14 juin 1804. Le 10 octobre 1809, il est nommé chef d’état-major de la réserve de l’armée du Nord et le 27 novembre suivant, il retourne à son commandement du département de la Roer. 
Rentré en France le 1er mai 1814 après la paix, il est mis en non-activité et il meurt le 12 novembre 1814, à Vitry-le-François.

## Sources
- (en) « Generals Who Served in the French Army during the Period 1789 - 1814: Eberle to Exelmans »
- Thierry Pouliquen, « Les généraux français et étrangers ayant servis [sic] dans la Grande Armée » (consulté le 26 janvier 2014)
- « Cote LH/1339/45 », base Léonore, ministère français de la Culture
- A. Lievyns, Jean-Maurice Verdot et Pierre Bégat, Fastes de la Légion-d'honneur, biographie de tous les décorés accompagnée de l'histoire législative et réglementaire de l'ordre, tome 5, Bureau de l’administration, 1847, 575 p. (lire en ligne), p. 212.
- Docteur Robinet, Jean-François Eugène et J. Le Chapelain, Dictionnaire historique et biographique de la révolution et de l'empire, 1789-1815, volume 2, Librairie Historique de la révolution et de l’empire, 886 p. (lire en ligne), p. 200.
- (pl) « Napoléon.org.pl »